# Grænseland
Grænseland er en dansk dokumentarfilm fra 2011, der er instrueret af Ina Lindgreen.

## Handling
Filmen handler om at være midt imellem, om at være på vej fra en virkelighed til en anden. Om at gå fra barn til voksen, fra dreng til mand. Og om de oplevelser og ikke mindst tanker som er så vigtige, når man oplever dem for første gang. En film om identitet i en overgangsfase.